# Колапианы

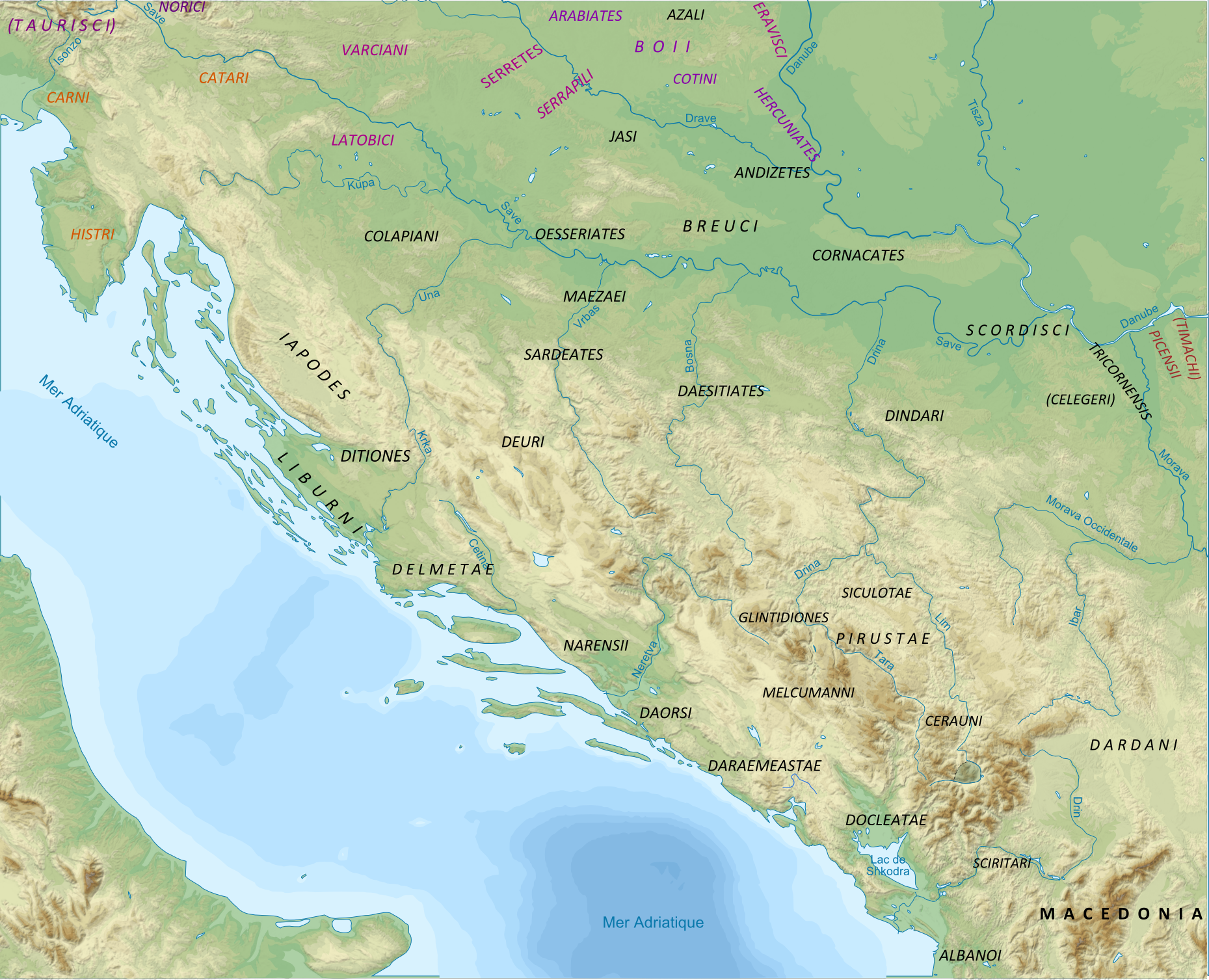
Карта, показывающая приблизительное расселение иллирийских (в том числе и паннонских) племен

Колапианы — племя, сформировавшееся из бревков, осериатов и кельтов-варцианов. Жили на крайнем юго-востоке нынешней Словении вдоль реки Купы. Упоминались Плинием Старшим и Птолемеем. Археологи Яро Шашел и Драган Божич приписывает колапианов к виницкой культуре, но эта гипотеза не является общепризнанной.